# Burgoyne Diller
Burgoyne Diller (ur. 13 stycznia 1906 w Nowym Jorku, zm. 30 stycznia 1965 tamże) – amerykański malarz abstrakcjonista.

## Twórczość
Większość jego prac charakteryzuje się prostokątnymi formami geometrycznymi, co miało odbicie w całym De Stijl, oraz w szczególności na twórczości Pieta Mondriana. Abstrakcjonizm geometryczny i nieobiektywny styl Diller wypracował uczęszczając do Arts Student League of New York, gdzie studiował razem z Hansem Hofmannem. Był fundatorem American Abstract Artist. Jego abstrakcje często są nazywane pracami konstruktywistycznymi. Jest znany także jako autor murali dla Federal Arts Projekt w Nowym Jorku. Związany był również z nurtem hard-edge painting.

## Wybrane dzieła
- Drugi motyw
- Wczesna geometria
- Studium konstrukcji ściany